# Sinohara Takuró
Sinohara Takuró (japánul: 篠原拓朗, átírással: Shinohara Takurō, népszerű nyugati átírással: Takuro Shinohara, Jokohama, Kanagava prefektúra, 1994. november 20. –) japán autóversenyző, a 2020-as japán TCR-szezon bajnoka.
2022-től a Super GT-ben szereplő K2 R&D LEON Racing versenyzője, egy Mercedes-AMG GT3 Evoval, emellett a Super Taikyu szériában is szerepel az MP Racing csapatánál egy Nissan GT-R-rel.

## Pályafutása
A 2000-es évek elején gokartozással kezdte el a versenyzői pályafutását, 2014-ben pedig nagyobb kategóriára váltott és a Super FJ-ben versenyzett tovább.
Felnőtt pályafutása első éveiben a Japán F4-es sorozatban versenyzett, 2015 és 2017 között, ezalatt a három szezon alatt dobogókat szerzett, a legjobb bajnoki helyezése a 8. hely volt, 2016-ban. 2018-ban a formula autók helyett elkezdett a GT kategóriában versenyezni, illetve a Super Taikyuban teljesített teljes szezont egy TCR Audival, ahol csapatával a harmadik helyen zárták az esztendőt. 2019-ben a frissen létrehozott japán TCR-bajnokságban indult az Audi Team Hitotsuyama csapatával, ahol főleg az időmérőkön nyújtott remek teljesítményt, hiszen összesen 6 pole-pozíciót szerzett, a versenyeken azonban nem volt szerencséje, valamint az utolsó hétvégét kihagyni kényszerát, egy győzelmet azonban így is szerzett, valamint a szombati értékelés második helyén zárt. A japán TCR mellett néhány verseny erejéig visszatért a Japán F4-be is, azonban pontszerzéseken túl több siker nem érte a formulaautózásban. Erre az esztendőre is maradt a Super Taikyu szériában is, ahol a bajnoki címet is sikerült megszereznie. 2020-ra visszatért az Audi Team Hitotsuyamával a japán TCR bajnokságba, és a szezon során végig domináns fölényt bemutatva könnyedén megnyerte a bajnokság szombati, illetve vasárnapi kiírását is. A Super Taikyuban eközben kategóriát váltott és egy GT4-es Aston Martinnal folytatta a pályafutását a szériában, ahol csapatával Motegiben nyerni tudott és a kategóriájuk második helyén zárták bajnokságot. A Super GT-ben is szerepelt 2020-ban néhány versenyen az X-Works, valamint a Pacific - D'station Racing színeiben, és egy alkalommal pontszerző pozícióban ért célba. 

## Eredményei

### Super GT
| Szezon | Csapat                         | Autó                         | Csapattárs(ak)                 | Kategória | OKA | FUJ    | SUZ | CHA | FUJ  | SUG | AUT | MOT | Helyezés | Pont |
| ------ | ------------------------------ | ---------------------------- | ------------------------------ | --------- | --- | ------ | --- | --- | ---- | --- | --- | --- | -------- | ---- |
| 2018   | Audi Team Hitotsuyama          | Audi R8 LMS                  | Richard Lyons Tomita Rjuicsiró | GT300     |     | NVR*   |     |     | NVR* |     |     |     | Hn**     | 0    |
| 2020   | X Works                        | Audi R8 LMS Evo              | Shaun Thong                    | GT300     | FUJ | FUJ    | SUZ | MOT | FUJ  | SUZ | MOT | FUJ | 24.      | 6    |
| 2020   | X Works                        | Audi R8 LMS Evo              | Shaun Thong                    | GT300     | 18  |        |     |     |      |     |     |     | 24.      | 6    |
| 2020   | Pacific - D'station Racing AMR | Aston Martin Vantage AMR GT3 | Fudzsi Tomonobu                | GT300     |     |        |     |     | 24   |     |     | 5   | 24.      | 6    |
| 2021   | Audi Team Hitotsuyama          | Audi R8 LMS Evo              | Kavabata Sintaró               | GT300     | OKA | FUJ    | MOT | SUZ | SUG  | AUT | MOT | FUJ | 15.      | 20   |
| 2021   | Audi Team Hitotsuyama          | Audi R8 LMS Evo              | Kavabata Sintaró               | GT300     | 13  | 17     | 16  | 21  | 25   | 15  | 1   | 17  | 15.      | 20   |
| 2022   | K2 R&D LEON Racing             | Mercedes-AMG GT3 Evo         | Gamou Naoja                    | GT300     | OKA | FUJ[a] | SUZ | FUJ | SUZ  | SUG | AUT | MOT | 10.      | 33   |
| 2022   | K2 R&D LEON Racing             | Mercedes-AMG GT3 Evo         | Gamou Naoja                    | GT300     | 3   | 15     | 13  | Ki  | 6    | 6   | 3   | 18  | 10.      | 33   |
| 2023   | K2 R&D LEON Racing             | Mercedes-AMG GT3 Evo         | Gamou Naoja                    | GT300     | OKA | FUJ    | SUZ | FUJ | SUZ  | SUG | AUT | MOT | 4.       | 44   |
| 2023   | K2 R&D LEON Racing             | Mercedes-AMG GT3 Evo         | Gamou Naoja                    | GT300     | 2   | 4      | 12  | 25† | Ki   | 6   | 12  | 2   | 4.       | 44   |

- ↑ a:  – A versenyzők nem teljesítették az előírt versenytáv 75%-át, ezért fél pontokat osztottak ki.[14]

Magyarázat
- * – NVR: az eseményen végül nem vett részt
- ** – Hn: helyezés nélkül zárta a szezont
- *** – A szezon jelenleg is zajlik
- Félkövér  – pole-pozíció

### Super Taikyu
| Szezon | Csapat               | Autó                     | Csapattárs(ak)                                                    | Kategória      | Rajtszám | SUZ | SUG | FUJ | AUT | MOT | OKA |     | Helyezés | Pont  |
| ------ | -------------------- | ------------------------ | ----------------------------------------------------------------- | -------------- | -------- | --- | --- | --- | --- | --- | --- | --- | -------- | ----- |
| 2018   | Birth Racing Project | Audi RS 3 LMS TCR        | 'Hirobon' 'Yossy' Okumura Koicsi Macumotó Takesi                  | ST–TCR         | 19       | Ki  | 2   | 3   | 5   | 3   | 3   |     | 3.       | 90    |
| 2019   | Birth Racing Project | Audi RS 3 LMS TCR        | Macumotó Takesi                                                   | ST–TCR         | 19       | SUZ | SUG | FUJ | AUT | MOT | OKA |     | 1.       | 98,5  |
| 2019   | Birth Racing Project | Audi RS 3 LMS TCR        | Macumotó Takesi                                                   | ST–TCR         | 19       | 2   | 1   | 6   | Ki  | 4   | 1   |     | 1.       | 98,5  |
| 2020   | D'Station Racing     | Aston Martin Vantage GT4 | Hosinó Tacuja Oridó Manabu Hama Kendzsi                           | ST–Z (FIA GT4) | 47       | FUJ | SUG | OKA | MOT | AUT | SUZ |     | 2.       | 108,5 |
| 2020   | D'Station Racing     | Aston Martin Vantage GT4 | Hosinó Tacuja Oridó Manabu Hama Kendzsi                           | ST–Z (FIA GT4) | 47       | 3   | 4   | 2   | 1   | 2   | T*  |     | 2.       | 108,5 |
| 2023   | Team ZeroOne         | Nissan Z Nismo GT4       | Ocuka Rjuicsiro Tomita Rjuicsiro Natori Teppei Janagida Maszataka | ST–Z (FIA GT4) | 26       | SUZ | 24H | SUG | AUT | OKA | AUT | FUJ | 4.       | 77,5  |
| 2023   | Team ZeroOne         | Nissan Z Nismo GT4       | Ocuka Rjuicsiro Tomita Rjuicsiro Natori Teppei Janagida Maszataka | ST–Z (FIA GT4) | 26       | 2   | 9   | 2   | 4   | 3   |     | Ki  | 4.       | 77,5  |

Magyarázat
- * – T: a versenyt törölték

### Japán TCR-sorozat
| Szezon | Csapat                | Szombati kiírás | Szombati kiírás | Szombati kiírás | Szombati kiírás | Szombati kiírás | Szombati kiírás | Szombati kiírás | Szombati kiírás |     | Vasárnapi kiírás | Vasárnapi kiírás | Vasárnapi kiírás | Vasárnapi kiírás | Vasárnapi kiírás | Vasárnapi kiírás | Vasárnapi kiírás | Vasárnapi kiírás | Vasárnapi kiírás |
| Szezon | Csapat                | AUT             | SUG             | FUJ             | OKA             | SUZ             |                 | Helyezés        | Pont            | AUT | SUG              | FUJ              | OKA              | SUZ              |                  |                  | Helyezés         | Pont             |                  |
| ------ | --------------------- | --------------- | --------------- | --------------- | --------------- | --------------- | --------------- | --------------- | --------------- | --- | ---------------- | ---------------- | ---------------- | ---------------- | ---------------- | ---------------- | ---------------- | ---------------- | ---------------- |
| 2019   | Audi Team Hitotsuyama | 2               | 2               | 9               | 1               |                 |                 | 2.              | 82              | Ki  | Ki               | 7                | 1                |                  |                  |                  | 7.               | 46               |                  |
| 2020   | Audi Team Hitotsuyama | SUG             | MOT             | OKA             | AUT             | SUZ             | FUJ             | 1.              | 149             | SUG | MOT              | OKA              | AUT              | SUZ              | SUZ              | FUJ              | 1.               | 150              |                  |
| 2020   | Audi Team Hitotsuyama | 1               | 1               | 1               | 1               | Ki              | 1               | 1.              | 149             | T   | 2                | 1                | 8†               | 1                | 1                | 1                | 1.               | 150              |                  |
| 2021   | Audi Team Hitotsuyama | FUJ             | AUT             | SUG             | MOT             | MOT             | SUZ             | 15.             | 16              | FUJ | AUT              | SUG              | SUG              | MOT              | MOT              | SUZ              | 5.               | 41               |                  |
| 2021   | Audi Team Hitotsuyama |                 |                 | 4               |                 |                 |                 | 15.             | 16              |     |                  | 3                | 2                |                  |                  |                  | 5.               | 41               |                  |

## Külsö hivatkozások
Profilja a Driver Database weboldalán